# Liste des phares du Panama

Carte du Panama

Liste des phares du Panama : Le Panama se situe entre le Costa Rica et la Colombie. Il a une partie de son littoral sur l'océan Pacifique au sud, et sur la mer des Caraïbes au nord.
L'essentiel des phares se trouvent sur le canal de Panama. ils sont gérés par la Panama Canal Authority 

## Mer des Caraïbes

### Province de Bocas del Toro
- Phare de Sixaola
- Phare de l'île Pastores

### Comarque Ngöbe-Buglé
- Phare d'Escudo de Varaguas

### Province de Colón
- Phare de Isla Grande
- Phare de Farallón Sucio
- Phare de Toro Point

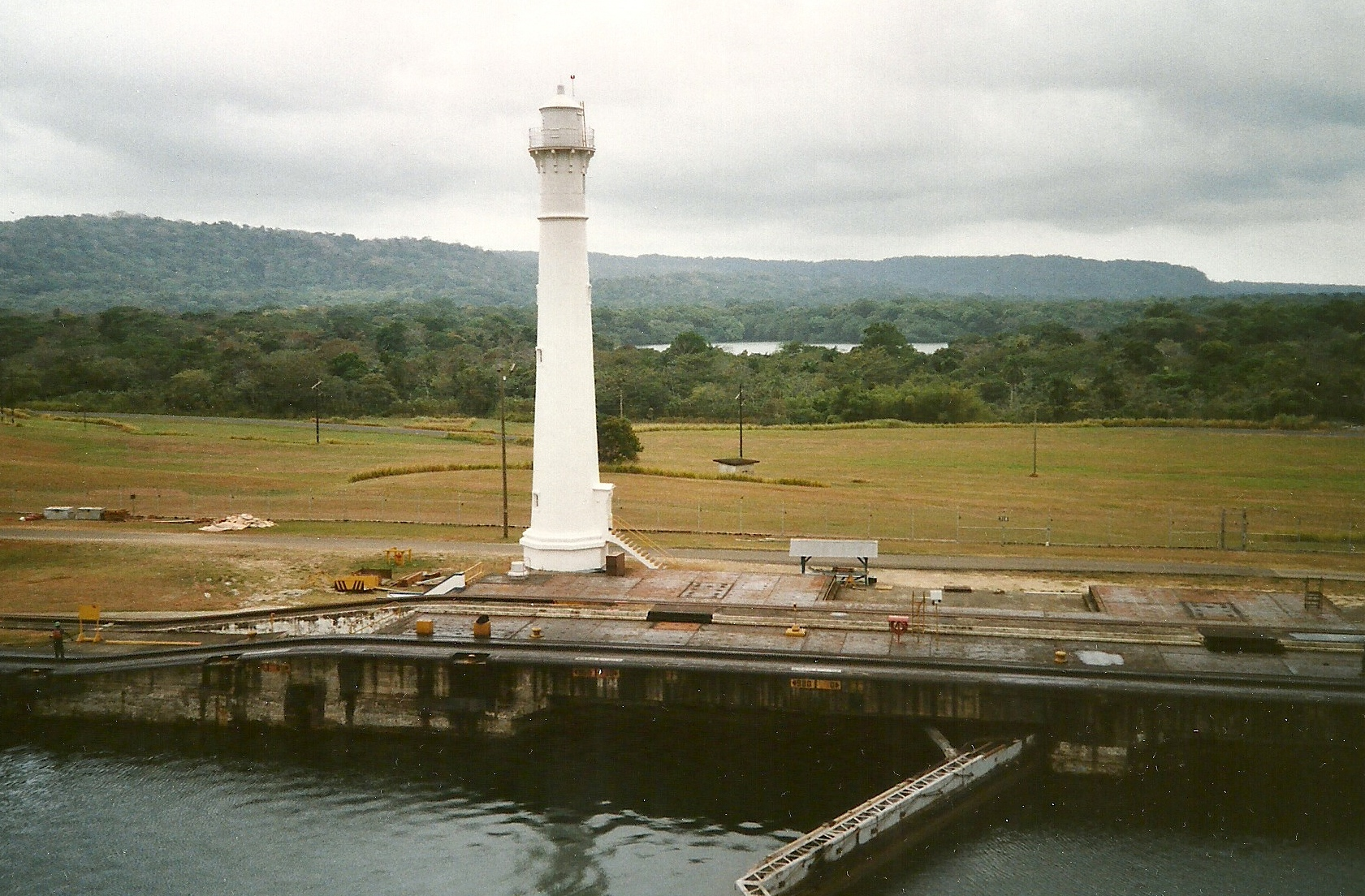
Gatún

- Phare d'entrée atlantique (milieu)
- Phare d'entrée atlantique (arrière)
- Phare de Gatún

### Guna Yala
- Phare de Puerto Obaldía

## Océan Pacifique

### Province de Chiriquí
- Phare de l'île Burica
- Phare des îles Ladrones
- Phare de Montuosa
- Phare de Ensillada
- Phare des îles Secas

### Province de Veraguas
- Phare de Jicarita
- Phare du cap Mariato

### Province de Los Santos

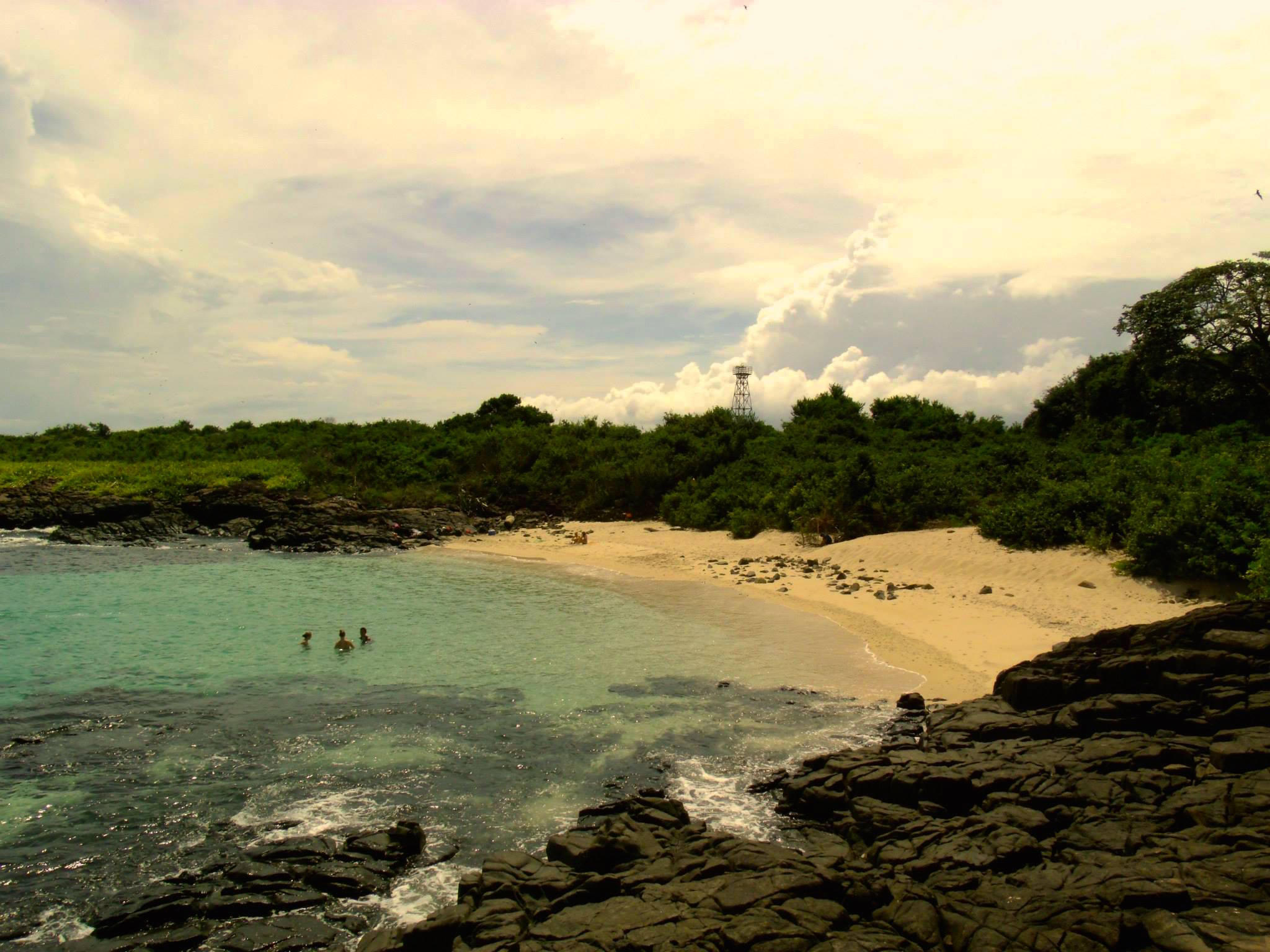
île Iguana

- Phare de Morro de Puercos
- Phare de Frailes del Sur
- Phare du cap Mala
- Phare de l'île Iguana
- Phare de Isla Villa

### Province de Panama
- Phare de l'île Boná
- Phare de l'île Chamá
- Phare de l'île Flamenco
- Phare d'entrée pacifique (avant)
- Phare d'entrée pacifique (arrière)

### Province de Darién
- Phare de Isla Galera
- Phare de Punta Piña
- Phare de Punta Cocalito